# Bernadette Rauter
Pour les articles homonymes, voir Rauter.
Bernadette Rauter, née le 8 août 1949 à Breitenwang, est une skieuse alpine autrichienne.

## Coupe du monde
- Meilleur résultat au classement général : 11e en 1969
  - 3 victoires : 1 géant et 2 slaloms

### Saison par saison
- Coupe du monde 1967 :
  - Classement général : 31e
- Coupe du monde 1968 :
  - Classement général : 23e
- Coupe du monde 1969 :
  - Classement général : 11e
    - 1 victoire en géant : Waterville Valley
    - 1 victoire en slalom : Squaw Valley
- Coupe du monde 1970 :
  - Classement général : 13e
    - 1 victoire en slalom : Oberstaufen
- Coupe du monde 1971 :
  - Classement général : 12e
- Coupe du monde 1972 :
  - Classement général : 30e
- Coupe du monde 1973 :
  - Classement général : 39e

## Arlberg-Kandahar
- Meilleur résultat : 9e place dans le slalom et le combiné 1966 à Mürren